# Harald Wiberg

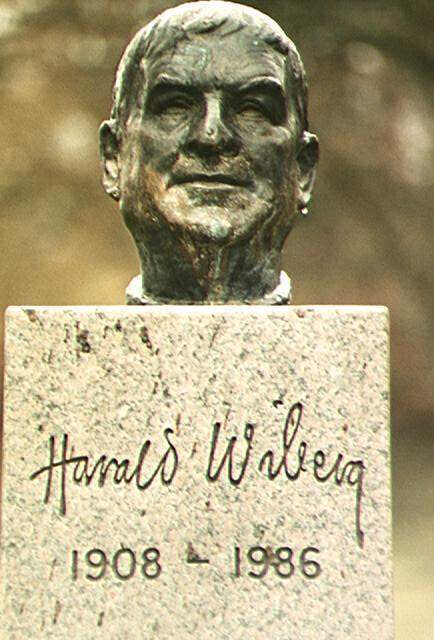
Büste von Wiberg von Erik Reimhult in Ankarsrum

Harald Wiberg (* 1. März 1908 in Ankarsrum, Schweden; † 15. August 1986 in Falköping) war ein schwedischer Illustrator für Kinderbücher sowie Maler und Karikaturist. Bekannt ist er unter anderem durch seine Illustrationen von Tomtenbüchern (Wichtelbüchern) oder verschiedenen Weihnachtsbüchern von Astrid Lindgren.

## Leben und Karriere
Wiberg wurde 1908 in Ankarsrum geboren. Wiberg besuchte die Stockholmer Hochschule für Dramatik (Stockholms dramatiska högskola). Später studierte er auch in Frankreich und Italien. Er illustrierte insbesondere Tier-, Landschafts- und Kinderbücher. Die meisten seiner Illustrationen zeigen skandinavische Landschaften, Tiere und traditionelle mythologische Figuren. In den 1960er Jahren wurde er in Schweden durch seine Auftritte der Naturdokumentationsshow Korsnäsgårde einem breiteren Publikum bekannt. International erfolgreich wurde er unter anderem durch seine Illustrationen der Tomtenbücher (Wichtelbücher): Tomte Tummetott (1960) und Tomte und der Fuchs (1965). In der schwedischen Ausgabe dieser Werke wurden die Originalgedichte von Viktor Rydberg und Karl-Erik Forsslund zu Wigbergs Illustrationen abgedruckt. In den internationalen Ausgaben erschien jedoch ein Text von Astrid Lindgren, den diese, basierend auf den Gedichten, für die Illustrationen verfasst hatte. Der Erfolg dieser Werke veranlasste Wiberg auch sein eigenes Tomtenbuch mit dem Titel Gammaldags jul zu verfassen und zu illustrieren. Das Buch wurde zwar auf Englisch übersetzt (Christmas at the tomten's farm), eine deutsche Übersetzung gibt es jedoch nicht. Außerdem illustrierte er, mit Björns Abenteuer am Weihnachtsabend (Lille Viggs äventyr på julafton, 1980), ein weiteres Werk von Viktor Rydberg. Für sein Werk Der große Schneesturm (Den stora snöstormen, 1975) erhielt er 1976 die Elsa-Beskow-Plakette. Er starb am 15. August 1986 in Falköping.

## Werke (Auswahl)
| Jahr | Deutscher Titel                     | Schwedischer Originaltitel                                    | Autor               | deutscher Übersetzer  | Englischsprachiger Titel                  |
| ---- | ----------------------------------- | ------------------------------------------------------------- | ------------------- | --------------------- | ----------------------------------------- |
| –    | –                                   | Djur i naturen (1948)                                         | Harald Wiberg       | –                     | –                                         |
| 1961 | Wunder der Tierwelt                 | Världens underligaste djur (1957)                             | Åke Löfgren         | Hans Schwenn          | The world's strangest animals (1961)      |
| 1961 | Wunderbare Schnelligkeit            | Världens snabbaste (1957)                                     | Åke Löfgren         | Hans Schwenn          | –                                         |
| –    | –                                   | Stora djur och små. En bilderbok om hur djur bor. (1958)      | Åke Löfgren         | –                     | –                                         |
| –    | –                                   | Tomten (1960)                                                 | Viktor Rydberg      | –                     | –                                         |
| 1960 | Tomte Tummetott                     | Tomten är vaken (2012) geschrieben 1960, veröffentlicht 2012  | Astrid Lindgren     | Silke von Hacht       | The Tomten (1961)                         |
| 1961 | Weihnachten im Stall                | Jul i stallet (1961)                                          | Astrid Lindgren     | Anna-Liese Kornitzky  | Christmas in the Stable (1962)            |
| 1962 | Auf der Fährte des braunen Bären    | Björnarna i Storådalen (1960)                                 | Edor Burman         | Anna-Liese Kornitzky  | The bears of Big stream valley (1968)     |
| 1963 | Sommer auf Pelles Hof               | Lill-Olle och sommardagen (1962)                              | Hans Peterson       | Margot Franke         | Benjamin has a birthday (1964)            |
| 1965 | Die Bären aus dem hohen Norden      | Storbjörnen (1960)                                            | Edor Burman         | Anna-Liese Kornitzky  | Three wolverines of Rushing Valley (1968) |
| 1965 | Wolf in den Bergen                  | Varg i fjällen (1961)                                         | Edor Burman         | Anna-Liese Kornitzky  | –                                         |
| –    | –                                   | Räven och tomten (1965)                                       | Karl-Erik Forsslund | –                     | –                                         |
| 1966 | Tomte und der Fuchs                 | Räven och tomten (2017) geschrieben 1965, veröffentlicht 2017 | Astrid Lindgren     | Silke von Hacht       | The Tomten and the Fox (1965)             |
| –    | –                                   | Gammaldags jul (1967)                                         | Harald Wiberg       | –                     | Christmas at the tomten's farm (1968)     |
| –    | –                                   | Djur och landskap (1969)                                      | Harald Wiberg       | –                     | –                                         |
| –    | –                                   | När Per gick vilse i skogen (1969)                            | Hans Peterson       | –                     | When Peter Was Lost in the Forest (1970)  |
| 1976 | Hunderassen in Farben               | Hundar i färg (1966)                                          | Ivan Swedrup        | Dagmar-Renate Jehnich | Dogs of the world (1970)                  |
| 1978 | Der große Schneesturm               | Den stora snöstormen (1975)                                   | Hans Peterson       | Gertrud Rukschicio    | The big snowstorm (1975)                  |
| –    | –                                   | Trollpojken (1981)                                            | Pelle Svensson      | –                     | –                                         |
| 1982 | Björns Abenteuer am Weihnachtsabend | Lille Viggs äventyr på julafton (1980)                        | Viktor Rydberg      | Günter Bergfeld       | The Christmas Tomten (1981)               |

## Auszeichnungen
- 1970: Lewis Carroll Shelf Award für Weihnachten im Stall (geteilt mit Astrid Lindgren)
- 1973: The Brooklyn Art Books For Children Citations für Weihnachten im Stall (geteilt mit Astrid Lindgren)
- 1976: Elsa-Beskow-Plakette für Der große Schneesturm[5]